# Sinhasani
Sinhasani (en népalais : सिंहासिनी) est un comité de développement villageois du Népal situé dans le district de Bara. Au recensement de 2011, il comptait 5 463 habitants.